# Sấy nóng do thủy triều
Sấy nóng do thủy triều hay gia nhiệt thủy triều, là sự gia tăng nhiệt của thiên thể do quá trình ma sát thủy triều gây ra.

## Cơ chế
Trong quá trình này năng lượng quỹ đạo của thiên thể bị tiêu tán dưới dạng nhiệt ở đại dương hoặc bề mặt của nó. Khi thiên thể có quỹ đạo hình ellip, lực thủy triều tác động lên nó tại điểm quỹ đạo gần nhất (periapsis) sẽ mạnh hơn ở điểm quỹ đạo xa nhất (apoapsis). Do đó sự biến dạng của vật thể do lực thủy triều (tức là sự tràn triều) thay đổi theo quỹ đạo, tạo ra ma sát nội làm nóng nội thất của nó. Năng lượng này thu được bởi vật thể này đến từ năng lượng trọng lực của nó, vì vậy theo thời gian trong một hệ thống hai vật thể, quỹ đạo hình elip ban đầu sẽ suy biến thành một quỹ đạo tròn (triều tròn). Trong hệ thống phức tạp hơn, thì gia nhiệt thủy triều duy trì xảy ra khi quỹ đạo hình elip bị ngăn cản suy biến thành quỹ đạo tròn, vì lực hấp dẫn bổ sung tiếp tục kéo vật thể trở lại quỹ đạo hình elip. Trong hệ thống này năng lượng hấp dẫn vẫn đang được chuyển đổi thành năng lượng nhiệt; tuy nhiên bây giờ bán trục chính của quỹ đạo co lại hơn là lệch tâm.
Tổng lượng nhiệt thủy triều trong một vệ tinh có độ lệch tâm quỹ đạo {\displaystyle {\dot {E}}_{\text{Tidal}}} xác định theo công thức:
{\displaystyle {\dot {E}}_{\text{Tidal}}=-{\text{Im}}(k_{2}){\frac {21}{2}}{\frac {R^{5}n^{5}e^{2}}{G}}}
trong đó {\displaystyle R} - bán kính trung bình của vệ tinh, {\displaystyle n} - chuyển động quỹ đạo trung bình (tốc độ góc trung bình), {\displaystyle e} - độ lệch tâm . {\displaystyle {\text{Im}}(k_{2})} là phần ảo của số Love bậc 2, nó đánh giá hiệu năng phát tán trong vệ tinh. Phần ảo này là hàm của mô đun khối và độ nhớt, và là đại lượng phụ thuộc nhiệt độ và sự tan chảy ở bên trong vệ tinh .

## Tác động
Sấy nóng do thủy triều là yếu tố gây ra hầu hết các hoạt động núi lửa trong hệ Mặt trời, như trường hợp vệ tinh Io của sao Mộc. Sự lệch tâm của Io vẫn tồn tại như là kết quả của các cộng hưởng quỹ đạo của nó với các vệ tinh Galileo khác.
Cơ chế tương tự với các hiệu ứng làm nóng yếu hơn (vì có độ lệch tâm nhỏ hơn) được cho là đã cung cấp năng lượng làm tan các lớp dưới của băng xung quanh lớp vỏ đá của vệ tinh lớn gần nhất của sao Mộc là vệ tinh Europa. Vệ tinh Enceladus của sao Thổ được cho là có một đại dương nước lỏng bên dưới lớp vỏ băng giá của nó, do sự nóng lên thủy triều. Điều này dẫn đến hơi nước phun nước phun ra từ mặt băng của Enceladus.